# Sauerteigführung
Die Sauerteigführung ist die Herstellung eines Sauerteigs über eine oder mehrere Stufen. Sie wird durch Auswahl des Rohmaterials, der Mikroorganismen, der Teigfestigkeit (u. a. Wassergehalt), der Anzahl der Stufen, der Temperatur und der Reifezeit gesteuert.

## Klassifizierung von Sauerteigen
Sauerteige werden mit unterschiedlichen Zielen gezogen, wobei Verfahren und Mikroorganismen verschiedene Sauerteigtypen ergeben. Böcker u. a. hat 1998 eine Klassifizierung vorgeschlagen, welche heute in Praxis und Literatur eingegangen ist.
|                        | Typ 0                                         | Typ I                                | Typ II                           | Typ III                               |
| Anstellgut             | Backhefe                                      | Sauerteig (fortlaufende Führung)     | Sauerteig (fortlaufende Führung) | bakterielle Reinkultur oder Sauerteig |
| Rohware                | Weizen                                        | Weizen / Roggen                      | Roggen                           | Weizen / Roggen                       |
| Führung                | einstufig 3–24 h                              | 4–16 h bei 25–35 °C                  | 1–7 d bei >28 °C                 | –                                     |
| Mikroflora             | Backhefe dominant, Milchsäurebakterien gering | Laktobazillen, Sauerteighefen        | Laktobazillen dominant           | –                                     |
| End-pH-Wert            | pH 3,5 bis 5,0                                | pH 3,5 bis 4,0                       | pH 3,2 bis 3,8                   | –                                     |
| Säuregehalt            | geringer Säuregrad <7                         | mittlerer Säuregrad 5–20             | hoher Säuregrad >20              | –                                     |
| Eignung als Anstellgut | nicht geeignet                                | geeignet                             | nicht geeignet                   | bedingt geeignet                      |
| Backtechnische Wirkung | Hefetrieb, Produktqualität                    | Trieb, Säurebildung, Produktqualität | Säurebildung, Produktqualität    | Teigsäuerung, Starterkulturen         |

### Typ 0
Typ 0 wird mit Backhefe angesetzt, wobei Säurebildung nicht das Ziel ist. Ziel sind die Beschleunigung des Hefetriebes, verbesserte Teigeigenschaften und verbesserte sensorische Eigenschaften des Produktes.
Es handelt sich ausschließlich um Weizenteige, die nicht fortlaufend geführt und täglich neu angesetzt werden. Diese Teige sind zu den Vorteigen zu zählen. Ihre Mikroflora und die daraus resultierenden backtechnischen Eigenschaften grenzen Typ-0-Teige deutlich von (Weizen-)Sauerteigen ab. Bei langer Stehzeit von 8–16 h entwickeln sich in diesen Teigen vermehrt Laktobazillen, womit sie dann als Sauerteige einzuordnen sind.

### Typ I
Zu den Typ-I-Teigen zählt der klassische Drei-Stufen-Sauer, der fortlaufend geführt, aber nach maximal 16–24 Stunden verwendet wird. Sie werden zur Teigsäuerung und Teiglockerung eingesetzt. Die dreistufige Führung erfordert mehr Fachwissen und akkurates Arbeiten. Diese Führungsart ist sehr arbeitsintensiv.

### Typ II
Typ-II-Teige werden ebenfalls fortlaufend geführt, wobei Teile als Anstellgut verwendet werden. In der Praxis dienen diese Sauerteige der Teigsäuerung, der Aromaverbesserung oder der Herstellung getrockneter Sauerteige mit hohen Säuregraden.
Gegenüber den Typ-I-Teigen werden diese Sauerteige aber über längere Zeiträume, bis zu einer Woche geführt. Dabei werden sie mit 30 °C Anfangstemperatur sehr warm geführt. Über die lange Fermentation ergeben sich Temperaturen über 40 °C, wodurch die Mikroflora erheblichen Veränderungen unterliegt. Nur säuretolerante und thermophile Organismen, wie z. B. Lactobazillus pontis, Lactobazillus panis, Lactobazillus frumenti oder Lactobazillus reuteri sind in diesem Umfeld lebensfähig. Stoffwechselaktive Milchsäurebakterien und Sauerteighefen sterben ab, daher ist eine ausreichende Triebwirkung nicht gewährleistet. Kahmhefen kommen nur in unrelevanten Keimzahlen vor.

### Typ III
Zu dieser Gruppe zählen getrocknete Sauerteige mit aktiver Mikroflora. Diese Sauerteige werden als Starterkulturen und zur Teigsäuerung eingesetzt.
Mikroorganismen in Typ-III-Teigen werden nicht über die Fermentationsbedingungen selektiert, sondern gezielt geimpft. Dabei werden hohe Keimzahlen bakterieller Reinkulturen eingesetzt. Die Kulturen wurden resistent auf Trocknung und Lagerung selektiert.

## Sauerteigführung und Fermentierung
Die klassische Dreistufenführung war arbeitsaufwendig und anfällig für Fehler. Es wurde daher nach Möglichkeiten gesucht, sie zu vereinfachen, dabei aber die Brotqualität zu erhalten.
Im Unterschied zu Vorteigen werden Sauerteige über eine längere Zeit geführt. Bei der professionellen Führung werden Anzahl, Standzeiten und Temperatur der einzelnen Stufen und die jeweiligen Mengen von Wasser und Mehl so variiert, dass die Ziele des Bäckers (Art des Gebäcks, Zeitpunkt des Ausbackens, Gestaltung der Arbeitsabläufe in der Backstube) dabei optimal erreicht werden. Man setzt dabei heute zumeist Fermenter ein, in denen sich die genannten Parameter getrennt einstellen lassen. In der Literatur wird für den Begriff (Teig)führung auch Fermentieren verwendet.

### Klassische Dreistufenführung

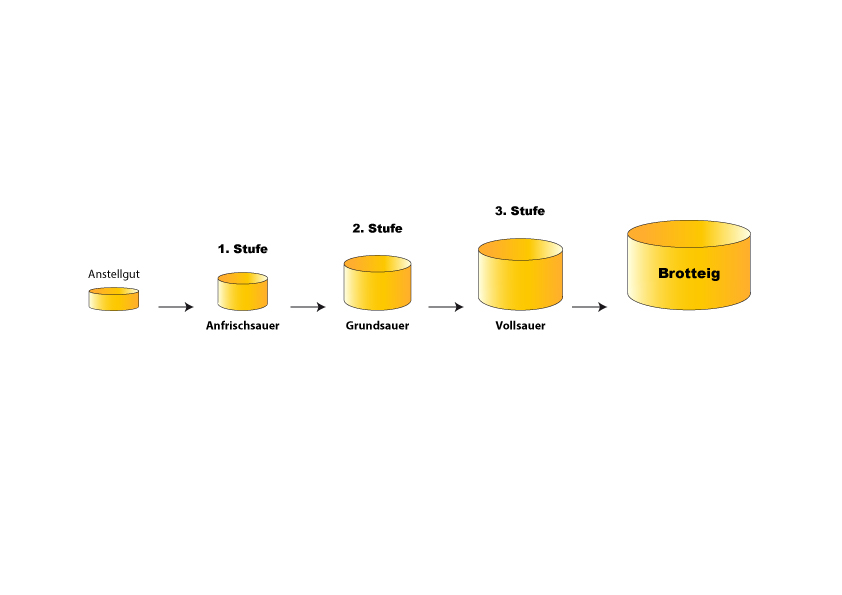
Schema der dreistufigen Sauerteigführung (nach)

Gezielt werden bei den einzelnen Stufen die gewünschten Organismen gefördert. Dabei werden die erforderliche Milch- und Essigsäure gebildet sowie ausreichend Hefe für den Trieb vermehrt.
1. Stufe Anfrischsauer (Hefevermehrung)
- Teigausbeute (TA): 200–220
- Temperatur: 25–26 °C
- Reifezeit: 5 bis 8 Stunden

2. Stufe Grundsauer (Säure- und Aromabildung)
- Teigausbeute: 150–170
- Temperatur: 23–28 °C
- Reifezeit: 6 bis 10 Stunden

3. Stufe Vollsauer (Triebentwicklung)
- Teigausbeute: 180–200
- Temperatur: 25–32 °C
- Reifezeit: 3 bis 10 Stunden

### Dinkelsauer
Dinkelsauer wird einstufig geführt. Er hat zum Ziel, genügend Hefe für die Lockerung heranzuziehen. Eine reine Starterkultur (Reinzuchtsauer) ist notwendig, da Dinkel Säure nicht gut verträgt. Dies ist nachteilig, weil in Sauerteigen aus Vollkornmehlen und dunklen Mehlsorten deutlich mehr Säuren gebildet werden.
Der Sauer wird weich geführt (TA 200) und reift bis zu 18 Stunden, bei einer Temperatur von 28 °C. Er kann gekühlt zwei Tage, ungekühlt einen Tag gelagert werden.

### Berliner Kurzsauerführung
1942 wurde diese Sauerteigführung von Paul Friedrich Pelshenke (1905–1985) entwickelt. Es ist ein einstufiger Sauer, der warm und weich geführt wird. Ziel dieser Führung ist es, schnell Säure zu bilden. Der Arbeitsaufwand ist gering und entspricht etwa einem Weizensauer. Bei dieser Führung wird Milchsäurebildung begünstigt, wodurch mildaromatisches Roggenbrot entsteht. Hefen werden weniger gefördert, wodurch Backhefe oder Weizensauerteig für die Lockerung erforderlich ist.
Um dieses Ziel zu erreichen, ist ein hoher Anteil Anstellgut von 20 % erforderlich und 50–70 % des Roggenmehles versäuert. Bei einer Temperatur von 35 °C und einer Teigausbeute von 190 beträgt die Reifezeit 3 Std. Bei niedrigen Temperaturen verlängert sich die Reifezeit um 15 Minuten je °C unter 35 °C.

### Monheimer Salzsauer-Verfahren
Dieses Verfahren wurde 1958 aus dem Berliner Kurzsauer entwickelt. Ursprünglich wurden dem Sauer 5 % Salz (vom Sauerteigmehl berechnet) zugegeben. Das Ergebnis konnte aber geschmacklich nicht überzeugen. Erst mit dem „Neuen Monheimer-Salz-Sauer-Verfahren“ wurden Stehzeit-Toleranz, gute backtechnische Ergebnisse und ein abgerundetes Brotaroma gewährleistet (von Stein 1971).
Auch bei dieser Führung ist der Arbeitsaufwand gering. Es ist Backhefe erforderlich.
- Sauerteiganteil: je nach Brotsorte 30–40 % der Roggenmehlmenge
- Anstellsauer: 20 % der Sauerteigmehlmenge
- Salz: 2 % der Sauerteigmehlmenge
- Teigausbeute: 200
- Sauerteigtemperatur: von 30–35 °C auf 20–25 °C
- Reifezeit: 18 bis 24 Stunden
- Stehzeit bis zu 3 Tagen

### Detmolder Dreistufenführung
Die Bundesanstalt für Getreide-, Kartoffel- und Fettforschung in Detmold, heute Max Rubner-Institut, Bundesforschungsinstitut für Ernährung und Lebensmittel (MRI), hat die nachteilige Dreistufenführung optimiert und praktikabler gemacht.
Diese Führung ist aus der Detmolder Zweistufenführung entwickelt worden. Der Sauerteig reift 24 bis 30 Stunden, wodurch die Abendarbeit entfällt. Gerade dieser Punkt ist bei der klassischen Führung nachteilig. Die dritte Stufe wird als Auffrischstufe geführt, in der besonders Hefen begünstigt werden. Daraus ergibt sich eine gute Geschmacksabrundung des Brotes.
1. Stufe: Anfrischsauer
- Teigausbeute: 250
- Sauerteigtemperatur: 25–26 °C
- Reifezeit: 6 Stunden

2. Stufe: Grundsauer
- Teigausbeute: etwa 163
- Sauerteigtemperatur: 30 °C
- Reifezeit: 15–25 Stunden

3. Stufe: Vollsauer
- Teigausbeute: etwa 190
- Sauerteigtemperatur: 28 °C
- Reifezeit: 3 Stunden

Brotteig
- Teigausbeute: etwa 178
- Teigtemperatur: 28–29 °C
- Teigruhe: 10 Minuten

### Detmolder Zweistufenführung
Der Detmolder Zweistufensauer ist recht robust und kann über längere Zeit geführt werden. So kann er z. B. von Samstag bis Montag reifen, ohne dass eine Auffrischung erforderlich ist. Es ist eine „Grundsauer-über-Nacht-Führung“, bietet eine gute (auch wirtschaftliche) Alternative zur Dreistufenführung. Die Stufe des Anfrischsauers entfällt bei dieser Führung. In dieser Stufe werden gewöhnliche Hefen bevorzugt.
Bei der Entwicklung spielte die Erfahrung mit, dass der Trieb eines Mehrstufensauers häufig nicht ausreicht und zusätzliche Hefe nötig ist. So wird bei der Detmolder Zweistufenführung ebenfalls Bäckerhefe zugegeben.
1. Stufe: Grundsauer
- Teigausbeute: 150
- Sauerteigtemperatur: 23–27 °C
- Reifezeit: 15–25 Stunden

2. Stufe: Vollsauer
- Teigausbeute: etwa 180
- Sauerteigtemperatur: 28 °C
- Reifezeit: 3 Stunden

Brotteig
- Teigausbeute: ca. 178
- Teigtemperatur: 28–29 °C
- Ruhezeit: 10 Minuten

### Detmolder Einstufenführung
Der Detmolder Einstufensauer wird gewöhnlich mittags oder vor Feierabend angesetzt. Mit einer Reifezeit zwischen 15 und 24 Stunden ist diese Sauerteigführung gut zur „Vollsauerführung über Nacht“ geeignet. Ein weiterer Vorteil ist, dass durch seine Lagertoleranz mehrere Teigarten während des Arbeitstages möglich sind. Er ist daher recht weit verbreitet. Auch bei dieser Führung muss Hefe zugesetzt werden.
- Teigausbeute: 180
- Sauerteigtemperatur: 26–27 °C (oder 30 °C fallend auf 24 °C)
- Reifezeit: 15–25 Stunden

### Weinheimer Qualitätssauerteig
Der an der Akademie Deutsches Bäckerhandwerk Weinheim entwickelte Weinheimer Qualitätssauerteig basiert auf der Detmolder Einstufenführung, welche kurz zuvor von den Wissenschaftlern der Bundesforschungsanstalt für Getreideforschung in Detmold (heute: Max Rubner-Institut, Bundesforschungsinstitut für Ernährung und Lebensmittel) entwickelt wurde. Die Detmolder Einstufenführung ging jedoch ursprünglich von einer gleichbleibenden Temperatur aus, was unter den Laborbedingungen in Detmold einfach, in der betrieblichen Praxis der Bäckereien aber schwierig war.
In der Folge hat die Bundesfachschule des Deutschen Bäckerhandwerks (heute: Akademie Deutsches Bäckerhandwerk Weinheim) in den 70er Jahren für die Branche den praxisgerechten und weit verbreiteten Weinheimer Qualitätssauerteig entwickelt und publiziert. Dabei wird am Vortag ein Gemisch aus 100 Teilen Roggenmehl und 80 Teilen Wasser mit Anstellgut (reifer Sauerteig, 10 % bezogen auf den Roggenanteil) bei einer Temperatur von 27 bis 28 °C angesetzt. Die Temperatur fällt während der 16-stündigen Reifezeit auf die normale Raumtemperatur in Höhe von 23 °C ab. Frühere Varianten des Weinheimer Qualitätssauerteiges wurden mit 2 % Anstellgut und bis zu 40 Stunden Stehzeit geführt.
Auch die Detmolder Einstufensauerteig wurde später praxisgerecht auf eine fallende Temperatur während der Stehzeit umgestellt, so dass die Unterschiede verschwimmen.

### Schaumsauer
Das Schaumsauerverfahren wurde bereits 1934/1936 von Bäckermeister Richard Lubig in Bonn entwickelt und angesichts mangelhafter Versorgung der Bäckereien mit Hefe nach dem Zweiten Weltkrieg weiter propagiert. Der Sauerteig wurde sehr weich über fünf Stufen geführt und kräftig durchgerührt (Schneebesen), damit genügend Luft in das Gemenge kommt, die zur Hefevermehrung notwendig ist. Andernfalls würde die Hefe ihre Vermehrung einstellen und Alkohol produzieren. Dabei bildete sich Schaum, der dem Verfahren den Namen gab. Obwohl schon wenige Jahre nach dem Krieg die Versorgung wieder gewährleistet war, blieben einige Bäcker bei diesem Verfahren. Zum einen entfiel teure Hefe, andererseits erbrachte dieses Verfahren ein mildaromatisches Sauerbrot. In Öko-Bäckereien ist es heute wieder verbreitet, da hier ohne die Zugabe von Hefe gebacken wird. Das Schaumsauerverfahren ist recht unwirtschaftlich und zeitaufwendig, da der Sauerteig alle drei Stunden versorgt werden muss.
Lubig stellte 1949 Richtlinien für Schaumsauer auf, worauf heutige optimierte Verfahren basieren.
1. Bei der Bereitung wird fast die gesamte Schüttmenge Wasser für die Sauerteigbereitung verwendet. Dies ist für die Stärkeverkleisterung vorteilhaft, was sich auf die Struktur der Krume positiv auswirkt.
2. In allen Phasen wird der Sauerteig sehr weich geführt (TA 300), um die Hefevermehrung zu fördern.
3. Die optimale Temperatur liegt bei 22 bis 24 °C.
4. Der Masse soll möglichst viel Luft untergeschlagen werden, damit sie schaumig wird. Die Sauerstoffversorgung der Hefe wird verbessert, flüchtige Säuren werden mechanisch entfernt.
5. Um einen guten Rühr- und Schlageffekt zu gewährleisten, sind runde Sauerteigbehälter zu bevorzugen. Damit der Sauerteig „atmen“ kann, wobei auch flüchtige Säuren ausdünsten, sollte er nicht abgedeckt werden.
6. Der Anstellsauer wird aus 0,5 bis 1,5 % der Gesamtmehlmenge erstellt. In diesem Bereich wird die notwendige Säure eingestellt. Nicht die Säuremenge, sondern ihre Güte bestimmt die Qualität des Brotes.
7. Für den Sauerteig werden 40 bis 50 % der Roggenmehlmenge empfohlen. In der letzten Stufe wird eine TA von 200 angestrebt, wobei die Temperatur aller Stufen optimal bei 23–24 °C (maximal 25 °C) liegt. Bei diesen Bedingungen wird die Hefevermehrung gefördert und die Säurebildung vermindert.

Stufe 1–3
- Teigausbeute: 300
- Temperatur: 22–24 °C
- Reifezeit: 3 Stunden

Stufe 4
- Teigausbeute: 215
- Temperatur: 22–24 °C
- Reifezeit: 8 Stunden

Stufe 5
- Teigausbeute: 265
- Temperatur: 30–32 °C
- Reifezeit: 3 Stunden

### Kombinierte Führung
Schon 1931 entwickelte die Firma IREKS den ersten getrockneten Sauerteig (enthielt lebende Kulturen) mit hohem Säuregrad und Quellmehl. Da hohe Mengen davon zugesetzt werden mussten, wurden andere Backmittel entwickelt. Diese enthalten eine oder mehrere Genusssäuren (Zitronensäure, Milchsäure, sauere organische oder anorganische Stoffe) und andere backtechnisch wirksame Zutaten. Die aufwendige handwerkliche Vorarbeit der Sauerteigführung entfällt, und eine direkte Führung ist gewährleistet. Da Stoffwechselprodukte der Sauerteigführung fehlen, können derartige Produkte hinsichtlich Geschmack und Frischhaltung nicht überzeugen.
Daraus entwickelte sich die Kombinierte Führung, bei der ein Teil des Roggenanteils zu einem Grundsauer versäuert wird. Dieser Grundsauer wird fest geführt und verändert sich nach 15 Stunden wenig, wodurch die Produktion flexibel ist, da in beliebigen Zeiträumen unterschiedliche Brotsorten gefertigt werden können. Neben einem säurehaltigen Backmittel wird auch Hefe zugegeben.
- Anstellsauer: 10 %
- Teigausbeute: 150
- Temperatur: 23–28 °C
- Reifezeit: 15 bis 24 Stunden

Es wird nur wenig Essigsäure gegenüber anderen Führungen gebildet, wodurch die essigsauere Note im Endprodukt nicht sehr ausgeprägt ist. Ein Brot darf nur als Sauerteigbrot deklariert werden, wenn mindestens 2/3 der Säure vom Sauerteig stammt. Um dieses Kriterium zu erfüllen, werden 30 % des Roggenmehles versäuert. Diese Führung ist heute in Deutschland am weitesten verbreitet.

### Sonstige
- Flüssigsauerteig (1-stufig)
- Zweistufen-Sauerteigführung
- Ulmer Sauer – Dreistufen-Führung